# お好み焼き紀行
『お好み焼き紀行』（おこのみやききこう）は、広島テレビで放送されている広島県内のお好み焼き店を紹介するテレビ番組。

## 概要
当初は『テレビ宣言』内の金曜コーナーで広島テレビアナウンサーがリポート担当。2007年からはリポーターが担当。
2008年4月1日から『旬感テレビ派ッ!プラス』の毎週火曜コーナーとなる。
2010年9月に『旬感テレビ派ッ!プラス』が番組終了し、同年10月からお好み焼き紀行は別番組として独立し現在まで続いている。

## リポーター
- 馬場のぶえ（広島テレビアナウンサー）（2005年4月 - 2006年3月）『テレビ宣言』金曜
- 西名みずほ（広島テレビアナウンサー）（2006年4月 - 2007年3月）『テレビ宣言』金曜
- 新田麻衣子（2007年4月 - 2010年3月30日）
  - 『テレビ宣言』金曜（2007年4月 - 2008年3月28日[1]）
  - 『旬感テレビ派ッ!プラス』火曜（2008年4月1日[2] - 2010年3月30日[3]）
- 末田景子（2010年4月5日 - 2014年3月24日）
  - 『旬感テレビ派ッ!プラス』火曜（2010年4月5日[4] - 2010年9月28日）
  - 『お好み焼き紀行』毎週月曜18:55 - 19:00（2010年10月4日 - 2014年3月24日[5]）
- 嶋津有希（2014年4月5日[6] - 2015年3月28日[7]）『お好み焼き紀行』毎週土曜あさ9:25 - 9:30
- 村井智奈（2015年4月4日 - 2019年3月23日）
  - 『お好み焼き紀行』毎週土曜あさ9:25 - 9:30（2015年4月4日[8] - 2016年3月26日）
  - 『お好み焼き紀行』毎週土曜あさ11:35 - 11:40（2016年4月2日 - 2019年3月23日）
- 佐野ユリア（2019年3月30日 - 2025年3月29日）『お好み焼き紀行』毎週土曜あさ11:35 - 11:40
- 西名みずほ（広島テレビアナウンサー）（2025年4月5日 - ）『お好み焼き紀行』毎週土曜あさ11:40 - 11:45

## 放送日時の変遷
1. 『テレビ宣言』金曜「お好み焼き紀行」18:43 - 18:50
2. 『旬感テレビ派ッ!プラス』 火曜「お好み焼き紀行」18:53 - 19:00
3. 『お好み焼き紀行』月曜18:55 - 19:00
4. 『お好み焼き紀行』土曜あさ9:25 - 9:30
5. 『お好み焼き紀行』土曜あさ11:35 - 11:40
6. 『お好み焼き紀行』土曜あさ11:40 - 11:45

## 備考
- 制作・技術協力：広島放送
- 製作著作：広島テレビ
- かつてはオタフクソース一社提供だったが、オタフクソースと西原商会の二社提供となり、現在はオタフクソース一社提供。